# Ari Repellin
Ari Paul Lloyd Repellin (* 18. März 2004) ist ein französischer Skispringer.

## Werdegang
Im März 2019 nahm er in Chaux-Neuve erstmals am Alpencup teil. Im Dezember 2020 gab er in Kandersteg sein Debüt im FIS Cup und belegte dabei zweimal den 38. Platz. Die ersten Punkte in dieser Wettkampfserie holte er im Februar 2022 in Oberhof mit Platz 23. Im März 2022 trat er in Lahti beim Europäischen Olympischen Winter-Jugendfestival an.
Repellin ist Medaillengewinner der französischen Meisterschaften. Im April 2021 gewann er Bronze im Teamwettbewerb auf der Normalschanze, was ihm auch 2022 und 2023 gelang.

## Statistik

### Grand-Prix-Platzierungen
| Saison | Platz | Punkte |
| ------ | ----- | ------ |
| 2024   | 38.   | 063    |

### FIS-Cup-Platzierungen
| Saison    | Platz | Punkte |
| --------- | ----- | ------ |
| 2021/2022 | 150.  | 008    |
| 2022/2023 | 132.  | 003    |
| 2023/2024 | 068.  | 040    |

### Europaspiele
| 2023 Kraków/Zakopane | – | 46. Platz (K-95), 46. Platz (K-125) |

### Europäisches Olympisches Winter-Jugendfestival

#### Einzel
| 2022 Vuokatti/Lahti | – | 34. Platz |

#### Team
| 2022 Vuokatti/Lahti | – | 7. Platz Jules Chervet, Ari Repellin, Faustin Moureaux, Enzo Milesi |